# Huitième bataille de l'Isonzo
Première Guerre mondiale
Batailles
- Première bataille
- Deuxième bataille
- Troisième bataille
- Quatrième bataille
- Cinquième bataille
- Sixième bataille
- Septième bataille
- Huitième bataille
- Neuvième bataille
- Dixième bataille
- Onzième bataille
- Douzième bataille

La huitième bataille de l'Isonzo est une opération militaire de la Première Guerre mondiale, qui eut lieu  du 10 au 12 octobre 1916, entre l'armée italienne et l'armée austro-hongroise.

## Préambule
Le 10 octobre 1916, les 2e et 3e armées italiennes attaquent la 5e armée austro-hongroise, avec comme objectif les villes de Doberdò del Lago et Monfalcone, afin d’étendre la tête de pont établie à Gorizia au cours de la sixième bataille de l'Isonzo en août 1916

## La bataille
L’attaque échoue devant la défense opiniâtre des Austro-Hongrois, les erreurs tactiques, la rareté et la vétusté des ressources et du matériel, ainsi que le terrain défavorable aux troupes italiennes.
La bataille s'achève le 12 octobre 1916.

## Bilan
Les Italiens ne gagnent que 3 km de terrain, au prix de 24 000 pertes humaines, contre 25 000 pour les forces adverses.